# Rob (gmina Velike Lašče)
Rob – wieś w Słowenii, w gminie Velike Lašče. W 2018 roku liczyła 64 mieszkańców.